# Ананд Махіндра
Ананд Гопал Махіндра (народився 1 травня 1955 року) — індійський бізнесмен-мільярдер і голова Mahindra Group, бізнес-конгломерату в Мумбаї. Група працює в аерокосмічній галузі, агробізнесі, вторинному ринку, автомобільній промисловості, комплектуючих, будівельному обладнанні, обороні, енергетиці, сільськогосподарському обладнанні, фінансах і страхуванні, промисловому обладнанні, інформаційних технологіях, відпочинку та гостинності, логістиці, нерухомості та роздрібній торгівлі. Махіндра є онуком Джагдіш Чандра Махіндри, співзасновника Mahindra & Mahindra.
Станом на січень 2020 року його власність оцінюється в 1,6 мільярда доларів. Він є випускником Гарвардського університету та Гарвардської школи бізнесу. У 1996 році він заснував Nanhi Kali, неурядову організацію, яка підтримує освіту для малозабезпечених дівчат в Індії.
Журнал Fortune включив його до «50 найбільших лідерів світу», був у списку журналу 25 найвпливовіших бізнесменів Азії 2011 року. Forbes (Індія) назвав Ананда «Підприємцем року» за 2013 рік. У січні 2020 року він отримав нагороду Падма Бхушан, третю найвищу цивільну нагороду в Індії.

## Кар'єра
У 1981 році Ананд приєднався до Mahindra Ugine Steel Company Ltd (MUSCO) як виконавчий помічник фінансового директора.
У 1989 році він був призначений президентом і заступником керуючого директора MUSCO. він ініціював диверсифікацію Mahindra Group у нові сфери бізнесу, такі як розвиток нерухомості та менеджмент гостинності.
4 квітня 1991 року він обійняв посаду заступника керуючого директора Mahindra & Mahindra Ltd., виробника позашляховиків і сільськогосподарських тракторів в Індії. У квітні 1997 року Ананд був призначений керуючим директором, а потім у 2001 році віце-головою Mahindra & Mahindra Ltd.
У серпні 2012 року він обійняв посаду голови правління та керуючого директора Mahindra Group від свого дядька Кешуба Махіндри.
У листопаді 2016 року Ананд був повторно призначений виконавчим головою Mahindra & Mahindra Ltd і продовжував бути головою Mahindra Group.
Ананд був співпромоутером Kotak Mahindra Bank (офіційно відомого як Kotak Mahindra Finance Ltd.). У 2013 році він перестав бути промоутером і залишився невиконавчим директором.